# 非洲灰鸚鵡屬
是鹦形目金刚鹦鹉科下的一个属。本屬由兩種居於雨林中，全身灰色，尾巴紅色的非洲特有種物種組成，因其卓越的模仿能力而為人所知。

## 命名歷史
本屬由瑞典博物學家卡尔·林奈於其1758年的《自然系統》第十版中描述。其模式種英國動物學家喬治·羅伯特·格雷於1840年指定為非洲灰鹦鹉。其學名來自同名拉丁語，即指「鸚鵡」。

## 分類學
|            | 波瑟費勒斯屬                                              |
|            |                                                           |
| 非洲鸚鵡屬 | \| \| 非洲灰鹦鹉 \| \| \| \| \| \| 西非灰鹦鹉 \| \| \| \| |
|            | \| \| 非洲灰鹦鹉 \| \| \| \| \| \| 西非灰鹦鹉 \| \| \| \| |
|            | 非洲灰鹦鹉                                                |
|            |                                                           |
|            | 西非灰鹦鹉                                                |
|            |                                                           |

|  | 非洲灰鹦鹉 |
|  |            |
|  | 西非灰鹦鹉 |
|  |            |

|            | 波瑟費勒斯屬                                              |
|            |                                                           |
| 非洲鸚鵡屬 | \| \| 非洲灰鹦鹉 \| \| \| \| \| \| 西非灰鹦鹉 \| \| \| \| |
|            | \| \| 非洲灰鹦鹉 \| \| \| \| \| \| 西非灰鹦鹉 \| \| \| \| |
|            | 非洲灰鹦鹉                                                |
|            |                                                           |
|            | 西非灰鹦鹉                                                |
|            |                                                           |

|  | 非洲灰鹦鹉 |
|  |            |
|  | 西非灰鹦鹉 |
|  |            |

在生物分類學中，本屬隸屬於新世界鸚鵡科非洲鸚鵡亞科下，是該亞科下的兩個分支之一，且為鸚形目的模式屬。根據一份2010年的研究推測，在中新世中晚期非洲大陸的雨林減少時，非洲鸚鵡亞科原棲息於雨林中的祖先演化出數個適應乾燥環境的譜系，而這譜系演化成今日的波瑟費勒斯屬，而非洲鸚鵡屬則是代表了繼續居住於雨林中的分支。
在非洲鸚鵡屬內，這個屬長期作為一個單型屬——下僅包含非洲灰鹦鹉一種，且含指名亞種在內下屬兩個亞種：、；而1909年描述的普林西比島亞種則被認為是指名亞種的異名。但2007年的研究指出實質上兩個大陸上的亞種在約在240萬年前就已分化。應視為獨立物種；而則是在約140萬年前自獨立演化的，與關係較遠。

## 形態特徵

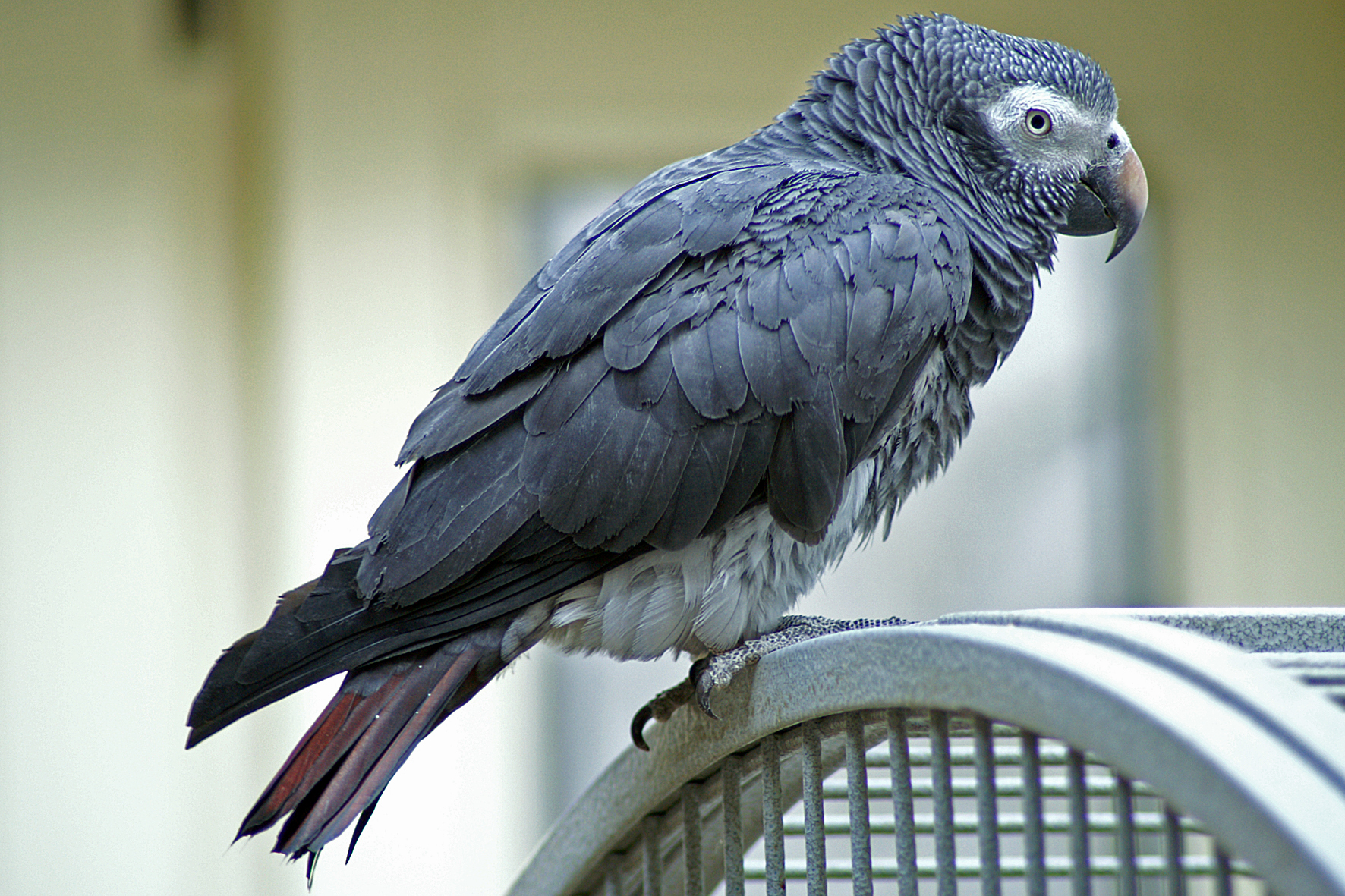
西非灰鹦鹉

非洲鸚鵡屬的鳥類體型大而壯碩，全身羽毛灰色，面部皮膚白色且具毛鬚，紅色的尾巴短而呈方形。兩個物種差別在於西非灰鹦鹉的鳥喙偏紅且尾部的紅色羽毛毛色較為深沉，且其體型較非洲灰鹦鹉來得小。雌雄相似，幼鳥與成鳥沒有明顯差異但體色略為黯淡、而眼睛虹膜偏灰。

## 分佈區域
非洲鸚鵡屬物種棲息於各種較低海拔的雨林、森林邊緣和空地、河畔森林和紅樹林中，但在東部可見於海拔2200公尺處，最偏好在低地原生林中生活。

## 習性
本屬物種為植食性，以在樹上攀爬的方式取食各種種子、堅果、水果和漿果。牠們是群居性的鳥類，常常可形成超過一萬隻的大型棲息地，在凌晨及黃昏飛行去取食時尤為明顯。其野生個體較為害羞，會迴避人類。通常至從日落到隔天黎明，其群體都較為安靜；但在白天時無論飛行或覓食時都相當聒噪，並模仿其他鳥類和哺乳動物的聲音。
非洲鸚鵡屬鳥類在三到五歲時就會開始建立起終生的一夫一妻制關係，其繁殖季節因地點而異，但通常為該地的乾季時段。每窩產卵2—4枚，30天左右時孵化，12周時雛鳥可離巢。

## 保護情況
本屬鸚鵡均為《瀕危野生動植物種國際貿易公約》附錄二的保護物種。由於本屬的兩個物種皆為熱門的寵物鳥，受到大量貿易及棲息地損失的情形，兩者均被列為易危物種。

## 與人類的關係
本屬鳥類是常見的寵物鳥，因此也是國際貿易中被頻繁捕捉的鳥類之一。在寵物業中，這兩種鸚鵡有可能會根據羽色及大小的略微差異被以更多種類銷售，但在生物分類學中並不足以形成足夠差異。在圈養環境中，非洲灰鸚鵡有與塞內加爾鸚鵡雜交的紀錄。
非洲灰鸚鵡屬鳥類有著相當卓越的學習能力，當中最為人所知的是居於哈佛大學和布蘭戴斯大學的非洲灰鹦鹉亞歷克斯，這隻鸚鵡以能使用超過100個英語單字及數字的能力聞名，被認為是世界上最著名的能言鳥類。亞歷克斯最終於2007年去世，但其事蹟被其研究團隊認為一些鳥類也能夠進行基本程度的推理及使用單詞，而不僅是鸚鵡學舌。

## 下屬物種
本屬包含以下兩個物種：
- 非洲灰鹦鹉 Psittacus erithacus Linnaeus, 1758
- 西非灰鹦鹉 Psittacus timneh Fraser, 1844

## 外部連結
- 维基共享资源上的相關多媒體資源：非洲灰鸚鵡屬
- 維基物種上的相關：非洲灰鸚鵡屬